# الزربان
مركز الزربان إحدى هجر حفر كشب التابعة لمحافظة الطائف والتي بدورها تتبع من الناحية الإدارية إلى إمارة منطقة مكة المكرمة.
ويرأس المركز الشيخ: سعود بن جدي بن زريبة    
الجذع 
البعد عن المحافظة 300كم – الاتجاه شمال شرق– نوع الطريق أسفلت 200كم – وعر 100كم .